# Wymysłowo (powiat obornicki)
Wymysłowo – wieś sołecka w Polsce położona w województwie wielkopolskim, w powiecie obornickim, w gminie Oborniki.
W latach 1975–1998 miejscowość należała administracyjnie do województwa poznańskiego.